# Senger und Etterlin

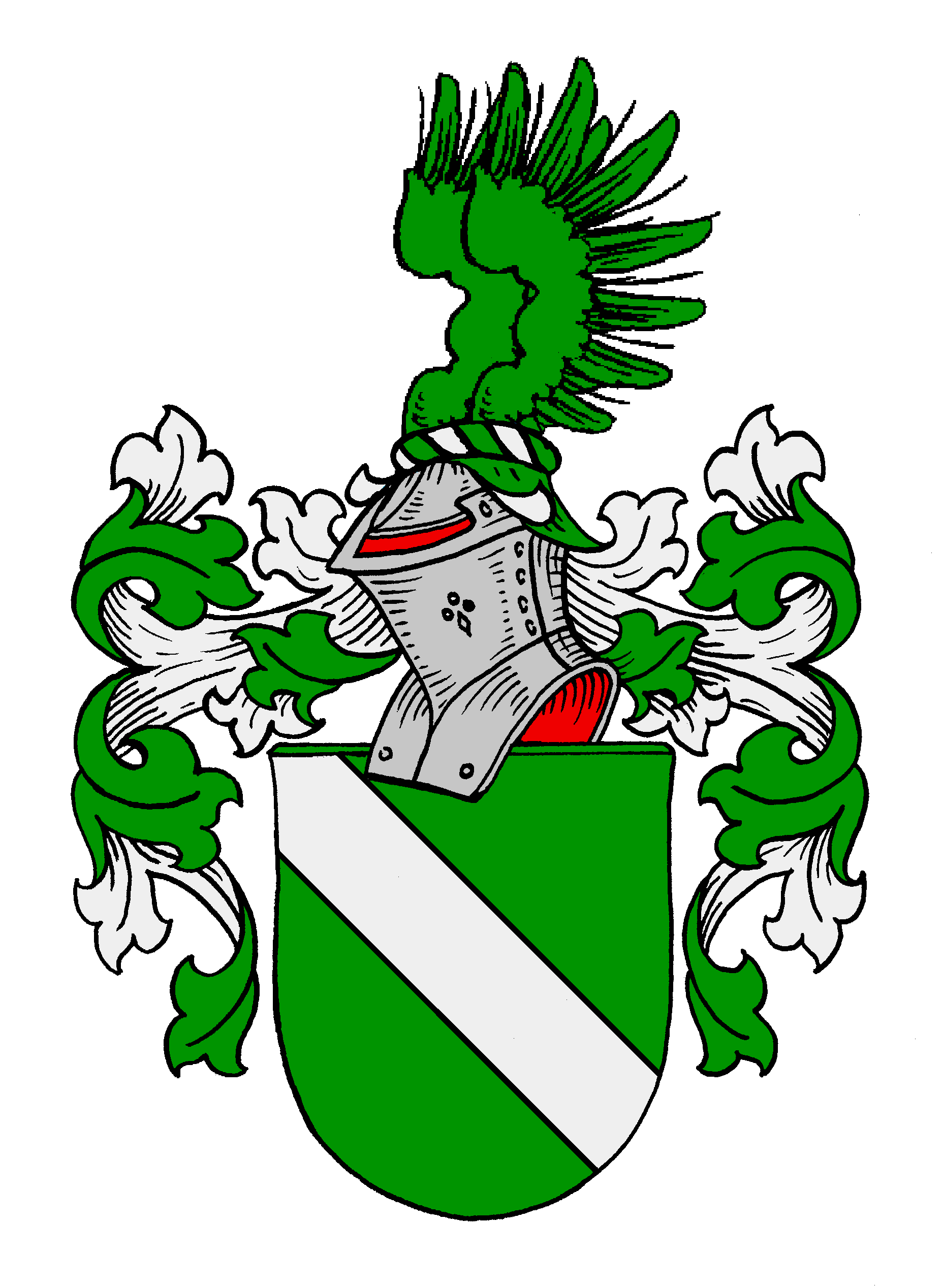
Stammwappen der Senger

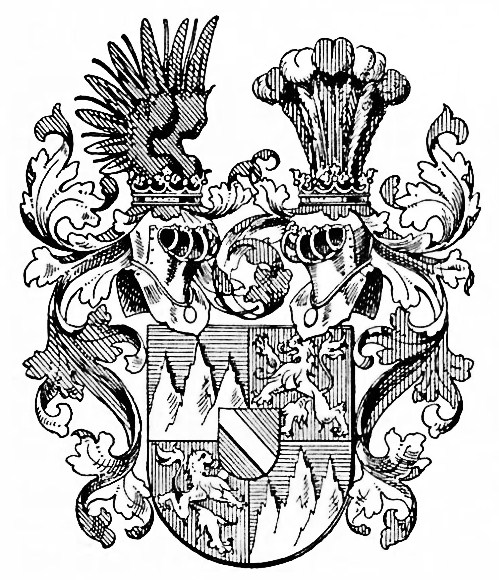
Wappen der Ritter und Edlen von Senger

Senger und Etterlin ist der Name eines oberfränkischen und seit 1758 auch Reichsadelsgeschlechts.

## Geschichte
Die Stammreihe der Familie beginnt mit Johann Siegmund Senger (1610–1679), Fürstbischöflich bambergischer Rat und Baumeister. Sein Enkel Johann Senger auf Rickelshausen bei Radolfzell, Rat und Oberamtmann des Stifts Säckingen, erhält bei gleichzeitiger Wappenvereinigung mit den † von Etterlin am 25. August 1758 vom Hofpfalzgrafen des römisch-deutschen Kaisers den Adelsstand. Dessen Sohn Fridolin Erhard Senger auf Rickelshausen, Hof- und Regierungsrat des Deutschen Ordens und Obervogt zu Blumenfeld, wird am 30. Dezember 1767 mit Wappenverbesserung als „Edler von Senger und Etterlin“ in den Reichsritterstand erhoben.

## Wappen
Das Stammwappen zeigt in Grün einen silbernen Schrägrechtsbalken. Auf dem Helm mit grün-silbernen Decken ein geschlossener grüner Flug.
Das Wappen von 1767 ist geviert und mit dem Stammwappen als Herzschild belegt, die Felder 1 und 4 in Blau einen silbernen Dreifels, 2 und 3 in Rot einen einwärts-gekehrten silbernen Löwen (von Etterlin). Zwei Helme, auf dem rechten mit grün-silbernen Decken der geschlossene grüne Flug, auf dem linken mit rot-silbernen Decken fünf (r. s. r. s. r.) Straußenfedern. 

## Bekannte Familienmitglieder
- Ferdinand von Senger und Etterlin (1923–1987), deutscher General der Bundeswehr
- Fridolin von Senger und Etterlin (1891–1963), deutscher General der Panzertruppe im Zweiten Weltkrieg